# Francesco Coccopalmerio
Francesco Coccopalmerio (sinh 1938) là một Hồng y người Italia của Giáo hội Công giáo Rôma. Ông từng đảm nhận vị trí Chủ tịch Hội đồng Giáo hoàng về Giải thích các văn bản Giáo luật từ năm 2007 đến năm 2018.

## Tiểu sử
Hồng y Coccopalmeria sinh ngày 6 tháng 3 năm 1938 tại San Giuliano Milanese, Italia. Sau quá trình tu học, ngày 28 tháng 6 năm 1962, Phó tế Coccopalmerio được phong chức linh mục, Hồng y - Tổng giám mục Tổng giáo phận Milano Giovanni Battista Enrico Antonio Maria Montini(sau là Thánh Giáo hoàng Phaolô VI).Tân linh mục cũng là thành viên linh mục đoàn Tổng giáo phận.
Ngày 8 tháng 4 năm 1993, Tòa Thánh loan báo tuyển chọn linh mục Coccopalmerio làm Giám mục Phụ tá Tổng giáo phận Milano với chức danh Giám mục Hiệu tòa Coeliana. Sau khi được bổ nhiệm, nghi lễ phong chức cho Tân giám miục được cử hành ngày 22 tháng 5. Chủ phong cho vị tân chức là Hồng y Carlo Maria Martini, S.J., Tổng giám mục Milano và hai vị phụ phong gồm có Attilio Nicora, giám mục chính tòa Verona và Giovanni Giudici, một giám mục Phụ tá khác của Milano. Tân giám mục chọn cho mình khẩu hiệu:Justus ut palma florebit.
Ngày 15 tháng 2 năm 2007, Tòa Thánh chọn Giám mục Coccomalmerio làm Chủ tịch Hội đồng Giáo hoàng về Giải thích Giáo luật. Cùng với việc bổ nhiệm này là quyết định thăng hàm Tổng giám mục cho ông.
Trong Công nghị Hồng y ngày 18 tháng 2 năm 2012, Giáo hoàng Biển Đức XVI vinh thăng Tổng giám mục Coccopalmerio tước vị Hồng y Nhà thờ San Giuseppe dei Falegnami. Ông đã đến nhận nhà thờ Hiệu tòa của mình ngày 26 tháng 4 cùng năm. Từ ngày 27 tháng 8 năm 2014 đến năm 2015, ông là Thành viên Ủy ban Nghiên cứu về Cải cách Giáo luật về Hôn nhân và Gia đình. Từ ngày 21 tháng 1 năm 2015, ông là thành viên Uỷ ban Xem xét các khiếu nại của hàng giáo phẩm bị buộc tội delicta graviora.
Ngày 7 tháng 4 năm 2018, Giáo hoàng chấp thuận đơn từ nhiệm của Hồng y Coccopalmerio và bổ nhiệm Giám mục Filippo Iannone kế vị ông.